# Adrian de Moxica
Adrian de Moxica (1453–1499) var en spansk adelsmand og opdagelsesrejsende. I 1498 var Moxica med på Christopher Columbus' tredje rejse til Amerika. Her deltog han i 1499 i et oprør mod Columbus anført af en af Columbus' tidligere nære venner ved navn Francisco Roldan. Oprøret lykkedes, men inden da var Moxica blevet arresteret og hængt af Columbus' soldater.

## Fremstilling på film
I Ridley Scotts film 1492: Erobring af Paradis fra 1992 spilles Adrian de Moxica af Michael Wincott. Moxica har i filmen fået en fremtrædende rolle som Columbus' ondskabsfulde modstykke, der finder på at hugge hænderne af indianerne, når de ikke kunne betale deres skatter (i virkeligheden var det Columbus selv, der indførte denne praksis), ligesom Moxica i filmen har overtaget Francisco Roldans rolle som anfører for de spanske adelsmænds oprør mod Columbus' herredømme over de vestindiske øer.

## Ekstern henvisning
- Adrian de Moxica i 1492: Erobring af Paradis Arkiveret 19. januar 2010 hos  Wayback Machine